# 혼쿠게누마역
혼쿠게누마역(일본어: 本鵠沼駅, ほんくげぬまえき)은 일본 가나가와현 후지사와시에 위치한 오다큐 전철 에노시마 선의 역이다.

## 역사
- 1929년 4월 1일: 오다큐 전철 에노시마 선의 개통과 동시에 후지사와 정에 영업 개시. "직통" 정차역이 됨. 또한, 각역정차는 신주쿠 ~ 이나다노보리토(현, 무코가오카유엔) 간에서만 운행되었음.
- 1943년 11월 16일: 선로 공출에 의하여 에노시마 선은 후지사와 ~ 가타세에노시마 역 구간이 단선 운행이 됨.
- 1945년 6월: "직통"이 폐지된 각역 정차가 전 노선에서 운행되고, 그 정차역이 됨.
- 1946년 10월 1일: 에노시마 선의 후지사와 ~ 혼쿠게누마 간 복선 복구.
- 1948년 9월 19일: 준급이 설정되고 정차역이 됨.
- 1949년 4월 10일: 에노시마 선 구게누마 ~ 가타세에노시마 간 복선 복구.
- 1955년 3월 25일: 통근 급행이 설정됨.
- 1964년 11월 5일: 급행 정차역이 됨(당시에는 전 열차가 정차).
- 1998년 8월 22일: 일부(10량 편성) 급행이 통과됨.
- 2004년
  - 5월 16일: 동쪽 출입구 개찰구 완성, 사용 개시.
  - 11월 1일: 동쪽 출입구에 유료 주차장 개설.
  - 12월 11일: 일부(6량 편성)의 급행 열차 정차.
- 2005년 5월 15일: 낮 시간 중 무인화 시행.
- 2007년 3월 31일: 혼쿠게누마 1호 건널목, 확장 공사 완성.
- 2018년 3월: 후지사와에서 가타세에노시마까지 각역에 정차하는 급행에 대해서, 후지사와 이서 구간의 각역 정차를 종별 변경하는 형태가 되면서, 급행 정차역에서 해제됨.

## 역 구조
상대식 승강장 2면 2선의 지상역. 상하행 승강장에 각각 개찰구가 설치되어 있으며, 각 승강장 사이를 연결하는 과선교가 설치되어 있다. 승강장 유효 길이는 6량 편성분으로, 10량 편성으로 운행되는 급행은 통과한다.
2004년 5월, 하행 승강장에 간이 출입구가 설치되어 동년 11월 유료 주차장이 개설되었다. 하행 승강장은 하차 손님의 비율이 압도적으로 많아 간이 출입구에는 역무원은 배치되지 않았기 때문에 자동 매표기도 1대만 설치되어 있다. 또한, 2007년 3월 31일 역과 인접한 구게누마 1호 건널목이 확장되어 보도가 확보되면서 간이 출입구 하차 손님의 안전성이 증가했다. 시간대마다 역 계원이 배치가 된다.

### 승강장
동쪽을 기준으로 승강장 번호가 부여되었다.
| 번호 | 노선        | 방향 | 행선                                          |
| ---- | ----------- | ---- | --------------------------------------------- |
| 1    | 에노시마 선 | 하행 | 가타세에노시마 방면                           |
| 2    | 에노시마 선 | 상행 | 후지사와・사가미오노・신주쿠・ 지요다 선 방면 |

## 역 주변
- 가나가와 현 후지사와 경찰서
- 구게누마 사쿠라가오카 우체국
- 쇼난가쿠인 중・고등학교
- 후지사와 시립 구게누마 중학교
- 후지사와 시립 구게누마 초등학교
- 후지사와 시립 고요 초등학교
- 나가쿠보 공원 도시 녹화 식물원

## 인접역
| 오다큐 전철 에노시마 선    | 오다큐 전철 에노시마 선 | 오다큐 전철 에노시마 선                  |
| -------------------------- | ----------------------- | ---------------------------------------- |
| OE 13 후지사와 신주쿠 방면 | ■ 각역정차              | 구게누마카이간 OE 15 가타세에노시마 방면 |